# ルネサンス・ラテン語
ルネサンス・ラテン語とは、14世紀から15世紀のヨーロッパ・ルネサンス期に発展した独特な文学ラテン語の文体を指す名称であり、特にルネサンス・ヒューマニズム運動によって形成された。このラテン語の文体は、16世紀から19世紀にかけて継続した標準化され文法的に「古典的」なネオ・ラテン語の最初の段階と見なされており、国際的（すなわち汎ヨーロッパ的）な読者に向けて書かれるにふさわしいと考えられた重要な主題を論じる際の言語として使用された。

## Ad fontes
「原典へ (Ad fontes)」はルネサンス・ヒューマニストたちの一般的なスローガンであり、そのため彼らのラテン語の文体は、中世ラテン語がローマ帝国の崩壊後の数世紀にわたって取り入れた語彙や文体上の付加物を排除しようとした。彼らは黄金時代のラテン文学、特に散文ではキケロ、詩ではウェルギリウスをラテン語文体の規範と見なした。
また、彼らは続唱やその他の強勢リズムを用いた韻律の形式を放棄し、代わりにローマ時代のラテン詩で使用されていたギリシャ由来の詩形を復興しようとした。さらに、ヒューマニストたちは中世ラテン文学の大部分を「ゴシック的」なものとして退け、ローマ時代の古典ラテン語こそが文法的かつ正確なラテン語の基準を形成すべきであると考えた。
16世紀のキケロ主義的なヒューマニストたちは、ラテン語の正書法における中世の発展を排除しようとした。例えば、彼らは古典ラテン語において現れるすべての「ae」を完全に書き出すべきだと主張した。中世の写本職人はしばしば「ae」の代わりに「e」を使っていた。彼らは、tとcを区別することにおいて中世ラテン語の作家たちよりも非常に熱心であり、音韻の軟口蓋化の影響でそれらが同じ音を持つことから、中世の写本職人たちは例えば「eciam」を「etiam」の代わりに書くことがよくあった。このような改革は筆記にも影響を与えた。ヒューマニストたちは通常、カロリング小文字体に由来するヒューマニスト・ミヌスキュール書体を使ってラテン語を書き、これが現代のほとんどの小文字フォントの最終的な祖先であり、中世に使われていたゴシック体を避けた。このような書き方は、編集された作品で特に厳格に行われ、国際的な仲間たちがより読みやすくなるように配慮されたが、彼ら自身の手書きの文書ではラテン語は通常、日常語の発音通りに書かれていた。したがって、最初のヒューマニストたちは16世紀後半から17世紀にかけてまで、正書法にあまり注意を払わなかった。エラスムスは、当時の伝統的なラテン語の発音を廃止し、彼自身の再構築した古典ラテン語発音に改めることを提案したが、彼の作品から推測するに、エラスムス自身は教会発音を使用していた。
ヒューマニストによるラテン語の再構築計画は、少なくとも教育においては大いに成功した。学校ではヒューマニズム的な綴りを教え、ヒューマニストたちが選んだテキストの研究を奨励し、それにより後のラテン文学はほとんど排除された。一方で、ヒューマニズムラテン語は優雅な文学的言語であったが、法学、医学、科学、または政治に関する書物をラテン語で書くことは、文法的正確さと文体の流暢さを達成するのが非常に難しくなった。学者ユルゲン・レオンハルトは、これらの高い基準が話者の言語に対する関係をどのように変えたかについて次のように述べている：「中世において、ラテン語は人々のコミュニケーションや世界の理解において道具的な役割を果たしていたが、ヒューマニストたちにとっては、その言語を習得することが人間の自己完璧を測る尺度となった。最終的に、中世ラテン語とヒューマニズムラテン語の最も重要な違いは、おそらくその学習にかかる時間と労力であった。」

## ルネサンス・ラテン語の作品と著者

### 14世紀
- 1359. Epistolæ familiares by Petrarch (1304–1374)
- 1360. Genealogia deorum gentilium by Giovanni Boccaccio (1313–1375)

### 15世紀

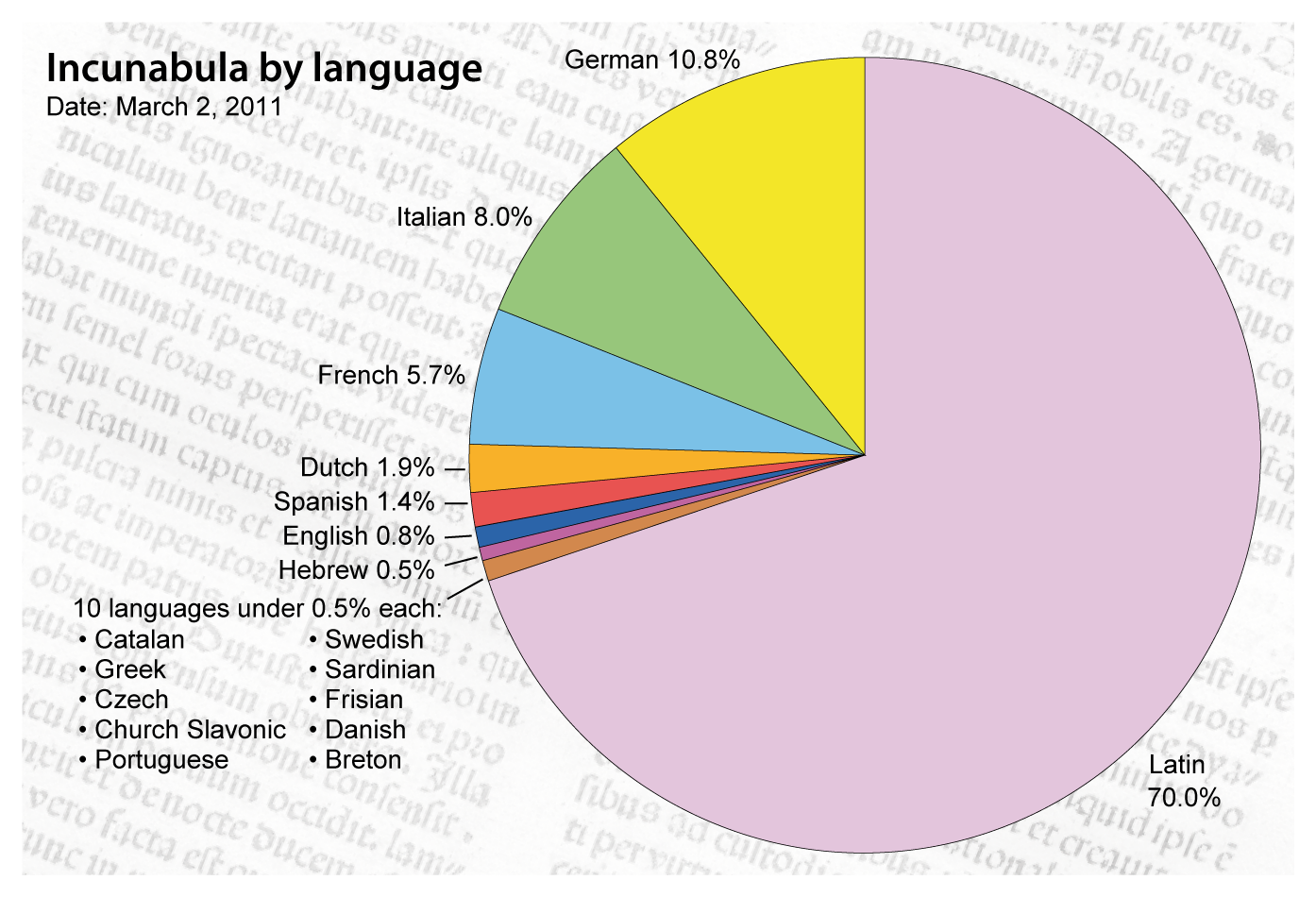
Incunables by language. Latin dominated printed book production in the 15th century by a wide margin.

- 1409. Flos Duellatorum by Fiore dei Liberi
- 1425. Hermaphroditus by Antonio Beccadelli (1394–1471)
- 1441. De elegantiis Latinæ linguæ by Lorenzo Valla (1406–1457)
- 1442. Historia Florentini populi by Leonardo Bruni (c. 1370–1444)
- 1444. Historia de duobus amantibus by Æneas Sylvius Piccolomini, Pope Pius II (1405–1464)
- 1452. De re ædificatoria by Leone Battista Alberti (1404–1472)
- 1471. Contra amores by Bartolomeo Platina (1421–1481)
- 1479. De inventione dialectica by Rodolphus Agricola (1444–1485)
- 1481. Introductiones Latinæ by Antonio de Nebrija (1441–1522)
- 1486. De hominis dignitate by Giovanni Pico della Mirandola (1463–1494)
- 1491. Nutricia by Poliziano (1454–1494)
- Theologia Platonica de immortalitate animæ by Marsilio Ficino (1433–1499)
- Francesco Filelfo (1398–1481)

### 16世紀
- 1517. Marko Marulić (1450-1524) Davidiad, Psichiologia de ratione animae humanae

## さらに詳しい情報
- Cranz, F. Edward, Virginia Brown, and Paul Oslar Kristeller, eds. 1960–2003. Catalogus translationum et commentariorum: Medieval and Renaissance Latin Translations and Commentaries; Annotated Lists and Guides. 8 vols. Washington, DC: Catholic University of America Press.
- D’Amico, John F. 1984. “The Progress of Renaissance Latin Prose: The Case of Apuleianism.” Renaissance Quarterly 37: 351–92.
- Deitz, Luc. 2005. "The Tools of the Trade: A Few Remarks on Editing Renaissance Latin Texts." Humanistica Lovaniensia 54: 345-58.
- Hardie, Philip. 2013. “Shepherds’ Songs: Generic Variation in Renaissance Latin Epic.” In Generic Interfaces in Latin Literature: Encounters, Interactions and Transformations. Edited by Theodore D. Paphanghelis, Stephen J. Harrison, and Stavros Frangoulidis, 193–204. Berlin: De Gruyter.
- Houghton, L. B. T. 2013. “Renaissance Latin Love Elegy.” In The Cambridge Companion to Latin Love Elegy. Edited by Thea S. Thorsen, 290–305. Cambridge, UK: Cambridge University Press.
- Lohr, C. H. 1974. “Renaissance Latin Aristotle Commentaries: Authors A–B.” Studies in the Renaissance 21: 228–89.
- McFarlane, I. D., ed. and trans. 1980. Renaissance Latin Poetry. Manchester, UK: Manchester University Press.
- Parker, Holt. 2012. “Renaissance Latin Elegy.” In A Companion to Roman Love Elegy. Edited by Barbara K. Gold, 476–90. Malden, MA: Wiley-Blackwell.
- Perosa, Alessandro, and John Sparrow, eds. 1979. Renaissance Latin Verse: An Anthology. London: Duckworth.

### ラテン語の歴史
- Ostler, Nicholas (2009). Ad Infinitum: A Biography of Latin. HarperPress. ISBN 978-0007343065
- Churchill, Laurie J., Phyllis R. Brown, and Jane E. Jeffrey, eds. 2002. Women Writing in Latin: From Roman Antiquity to Early Modern Europe. Vol. 3, Early Modern Women Writing Latin. New York: Routledge.
- Tore, Janson Merethe Damsgaard Sorensen訳 (2007). A Natural History of Latin. Oxford University Press
- Leonhardt, Jürgen Kenneth Kronenberg訳 (2009). Latin: story of a World Language. Harvard. ISBN 9780674659964. OL OL35499574M

### ネオ・ラテン語
- Butterfield, David (2011). “Neo-Latin”. In Clackson, James. A Blackwell Companion to the Latin Language. Chichester: Wiley-Blackwell. pp. 303–18
- IJsewijn, Jozef with Dirk Sacré. Companion to Neo-Latin Studies. Two vols. Leuven University Press, 1990–1998.
- Knight, Sarah; Tilg, Stefan, eds (2015). The Oxford Handbook of Neo-Latin. New York: Oxford University Press. ISBN 9780190886998. OL OL28648475M
- Ford, Philip, Jan Bloemendal, and Charles Fantazzi, eds. 2014. Brill's Encyclopaedia of the Neo-Latin World. Two vols. Leiden, The Netherlands: Brill.
- Moul, Victoria, ed (2017). A Guide to Neo-Latin Literature. Cambridge, United Kingdom: Cambridge University Press. ISBN 9781108820066. OL OL29875053M
- Waquet, Françoise John Howe訳 (2001). Latin, or the Empire of a Sign: From the Sixteenth to the Twentieth Centuries. Verso. ISBN 1-85984-402-2